# Burgui
Burgui en espagnol ou Burgi en basque, est un village et une municipalité de la communauté forale de Navarre, dans le Nord de l'Espagne.
Elle est située dans la Vallée de Roncal, dans la confluence des rivières Esca et Biniés, et à 47 km de sa capitale, Pampelune. C'est également le croisement des routes NA-137 et NA-214.
Elle est située dans la zone linguistique mixte de la province et le secrétaire de mairie est aussi celui de Garde et Vidángoz.

## Géographie
Sa situation stratégique comme passage obligé vers le sud a favorisé son caractère militaire, existant dans un important château du Moyen Âge, où se trouve aujourd'hui l'ermitage de Nuestra Señora del Castillo. On conserve un pont médiéval imposant sur le rio Esca. À l'intérieur de l'église San Pedro est conservé un vieil orgue du monastère de Leyre.
Juste au sud du village se trouve le canyon de Burgui où s'engouffre la rivière Esca entre les massifs de Illón et de la Peña. Au-dessus de cette dernière se trouve l'ermitage de la vierge de la Peña. Également très proche, dans la direction de Lumbier se trouve le canyon d'Arbaiun.

## Économie

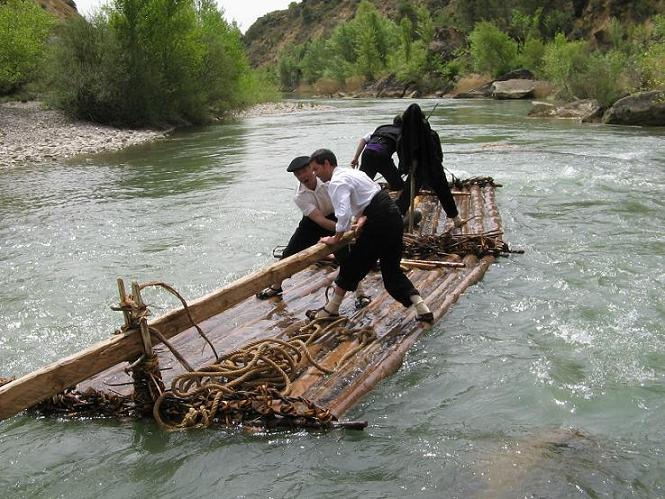
Flottage du bois sur la rivière Gállego

Burgui a eu une importance économique dû à l'exploitation du bois des forêts de la Vallée de Roncal à travers les almadías. On peut visiter le musée de l'Almadía et une reconstitution de cette ancienne activité de transport fluvial des troncs a lieu chaque année, au mois d'avril.

## Démographie
| Évolution démographique                                      | Évolution démographique | Évolution démographique | Évolution démographique | Évolution démographique | Évolution démographique | Évolution démographique | Évolution démographique | Évolution démographique | Évolution démographique | Évolution démographique |
| 1996                                                         | 1998                    | 1999                    | 2000                    | 2001                    | 2002                    | 2003                    | 2004                    | 2005                    | 2006                    | 2007                    |
| ------------------------------------------------------------ | ----------------------- | ----------------------- | ----------------------- | ----------------------- | ----------------------- | ----------------------- | ----------------------- | ----------------------- | ----------------------- | ----------------------- |
| 253                                                          | 238                     | 239                     | 236                     | 240                     | 244                     | 240                     | 236                     | 235                     | 229                     | 231                     |
| Sources: Burgui-Burgi et instituto de estadística de navarra |                         |                         |                         |                         |                         |                         |                         |                         |                         |                         |

## Personnalités
- Sebastián Julián Gayarre (ténor).

### Sources
- (es) Cet article est partiellement ou en totalité issu de l’article de Wikipédia en espagnol intitulé « Burgui » (voir la liste des auteurs).